# Cyclaspis bengalensis
Cyclaspis bengalensis är en kräftdjursart som beskrevs av Kurian 1954. Cyclaspis bengalensis ingår i släktet Cyclaspis och familjen Bodotriidae. Inga underarter finns listade i Catalogue of Life.